# Eubucco bourcierii
Eubucco bourcierii là một loài chim trong họ Capitonidae.